# Film in 1914
Dit is een lijst van films uit het jaar 1914, met externe links naar de Internet Movie Database (IMDb).

## Lijst van films
- The Awakening .
- A Busy Day (VS, Charlie Chaplin) .
- Between Showers (VS, Charlie Chaplin) .
- By the Sun's Rays (VS) .
- De bloemen die de ziel vertroosten (NL) .
- The Bargain (VS) .
- Cabiria (IT) .
- Caught in a Cabaret (VS, Charlie Chaplin) .
- Caught in the Rain (VS, Charlie Chaplin) .
- Cinderella (VS, of Assepoester) .
- Cruel, Cruel Love (VS, Charlie Chaplin) .
- A Dog of Flanders .
- Dough and Dynamite (VS, Charlie Chaplin) .
- De Echo in de Put (NL)
- The Exploits of Elaine (VS) .
- A Film Johnnie (VS, Charlie Chaplin) .
- The Face on the Bar Room Floor (VS, Charlie Chaplin) .
- The Fatal Mallet (VS, Charlie Chaplin) .
- Gentlemen of Nerve (VS, Charlie Chaplin) .
- Gertie the Dinosaur (VS, animatie, korte film) .
- Getting Acquainted (VS, Charlie Chaplin) .
- A Hasty Exit .
- Hearts Adrift (VS) .
- Heilig Recht (NL) .
- Her Friend the Bandit (VS, Charlie Chaplin) .
- His Favorite Pastime (VS, Charlie Chaplin) .
- His Musical Career (VS, Charlie Chaplin) .
- His New Profession (VS, Charlie Chaplin) .
- His Prehistoric Past (VS, Charlie Chaplin) .
- His Trysting Place (VS, Charlie Chaplin) .
- Home, Sweet Home (VS) .
- In the Land of the Head Hunters (VS, docu, of In the land of the War Canoes) .
- Jane Eyre (VS) .
- The Kid Auto Races at Venice (VS, Charlie Chaplin) .
- The Knockout (VS, Charlie Chaplin) .
- Laughing Gas (VS, Charlie Chaplin) .
- Liefde Waakt (NL, of De Levende Mummie) .
- Luchtkastelen (NL, of Een Wonderbaarlijke Redding) .
- Mabel at the Wheel (VS, Charlie Chaplin) .
- Mabel's Blunder (VS, korte film) .
- Mabel's Busy Day (VS, Charlie Chaplin) .
- Mabel's Married Life (VS, Charlie Chaplin) .
- Mabel's Strange Predicament (VS, Charlie Chaplin) .
- Making a Living (VS, Charlie Chaplin) .
- The Masquerader (VS, Charlie Chaplin) .
- The Mexican (VS) .
- The New Janitor (VS, Charlie Chaplin) .
- The Perils of Pauline (VS) .
- The Photo-Drama of Creation (VS, I.B.S.A.) .
- The Property Man (VS, Charlie Chaplin) .
- The Real Thing in Cowboys (VS) .
- Recreation (VS, Charlie Chaplin) .
- The Rounders (VS, Charlie Chaplin) .
- A Study in Scarlet .
- De Stradivarius (NL, of Zijn viool) .
- The Sisters
- The Squaw Man (VS, of The White Man) .
- The Star Boarder (VS, Charlie Chaplin) .
- Tango Tangles (VS, Charlie Chaplin) .
- The Telltale Knife (VS) .
- Tess of the Storm Country (VS) .
- Those Love Pangs (VS, Charlie Chaplin) .
- Tillie's Punctured Romance (VS, Charlie Chaplin) .
- Toffe Jongens onder de Mobilisatie (NL) .
- Twenty Minutes of Love (VS, Charlie Chaplin) .
- The Way of the Redman (VS) .
- Why the Sheriff Is a Bachelor (VS) .
- De Wolf in de Schaapskooi (NL)
- De Wraak van het Vischers meisje (NL)
- Weergevonden (NL, of Liefde Overwint) .
- De Zigeunerin (NL, of La Bohémienne) .
- Zapatas Bande (DE, of Zapata's Gang) .

1870-1879 · 1880-1889 · 1890 · 1891 · 1892 · 1893 · 1894 · 1895 · 1896 · 1897 · 1898 · 1899 · 1900 · 1901 · 1902 · 1903 · 1904 · 1905 · 1906 · 1907 · 1908 · 1909 · 1910 · 1911 · 1912 · 1913 · 1914 · 1915 · 1916 · 1917 · 1918 · 1919 · 1920 · 1921 · 1922 · 1923 · 1924 · 1925 · 1926 · 1927 · 1928 · 1929 · 1930 · 1931 · 1932 · 1933 · 1934 · 1935 · 1936 · 1937 · 1938 · 1939 · 1940 · 1941 · 1942 · 1943 · 1944 · 1945 · 1946 · 1947 · 1948 · 1949 · 1950 · 1951 · 1952 · 1953 · 1954 · 1955 · 1956 · 1957 · 1958 · 1959 · 1960 · 1961 · 1962 · 1963 · 1964 · 1965 · 1966 · 1967 · 1968 · 1969 · 1970 · 1971 · 1972 · 1973 · 1974 · 1975 · 1976 · 1977 · 1978 · 1979 · 1980 · 1981 · 1982 · 1983 · 1984 · 1985 · 1986 · 1987 · 1988 · 1989 · 1990 · 1991 · 1992 · 1993 · 1994 · 1995 · 1996 · 1997 · 1998 · 1999 · 2000 · 2001 · 2002 · 2003 · 2004 · 2005 · 2006 · 2007 · 2008 · 2009 · 2010 · 2011 · 2012 · 2013 · 2014 · 2015 · 2016 · 2017 · 2018 · 2019 · 2020 · 2021 · 2022 · 2023 · 2024 · 2025